# Bibio minimus
Bibio minimus är en tvåvingeart som först beskrevs av Harris 1776.  Bibio minimus ingår i släktet Bibio och familjen hårmyggor. Inga underarter finns listade i Catalogue of Life.